# Calotarsa simplex
Calotarsa simplex is een vliegensoort uit de familie van de breedvoetvliegen (Platypezidae). De wetenschappelijke naam van de soort is voor het eerst geldig gepubliceerd in 1974 door Kessel and Young.